# Leptographium koreanum
Leptographium koreanum är en svampart som beskrevs av J.J. Kim & G.H. Kim 2005. Leptographium koreanum ingår i släktet Leptographium och familjen Ophiostomataceae.   Inga underarter finns listade i Catalogue of Life.